# Cerkiew św. Mikołaja w Hradcu Králové
Cerkiew pod wezwaniem św. Mikołaja – zabytkowa prawosławna cerkiew parafialna w mieście Hradec Králové, w archidekanacie wschodnioczeskim eparchii praskiej Kościoła Prawosławnego Czech i Słowacji.

## Położenie
Cerkiew znajduje się w Parku Jiráska (Jiráskovy sady).

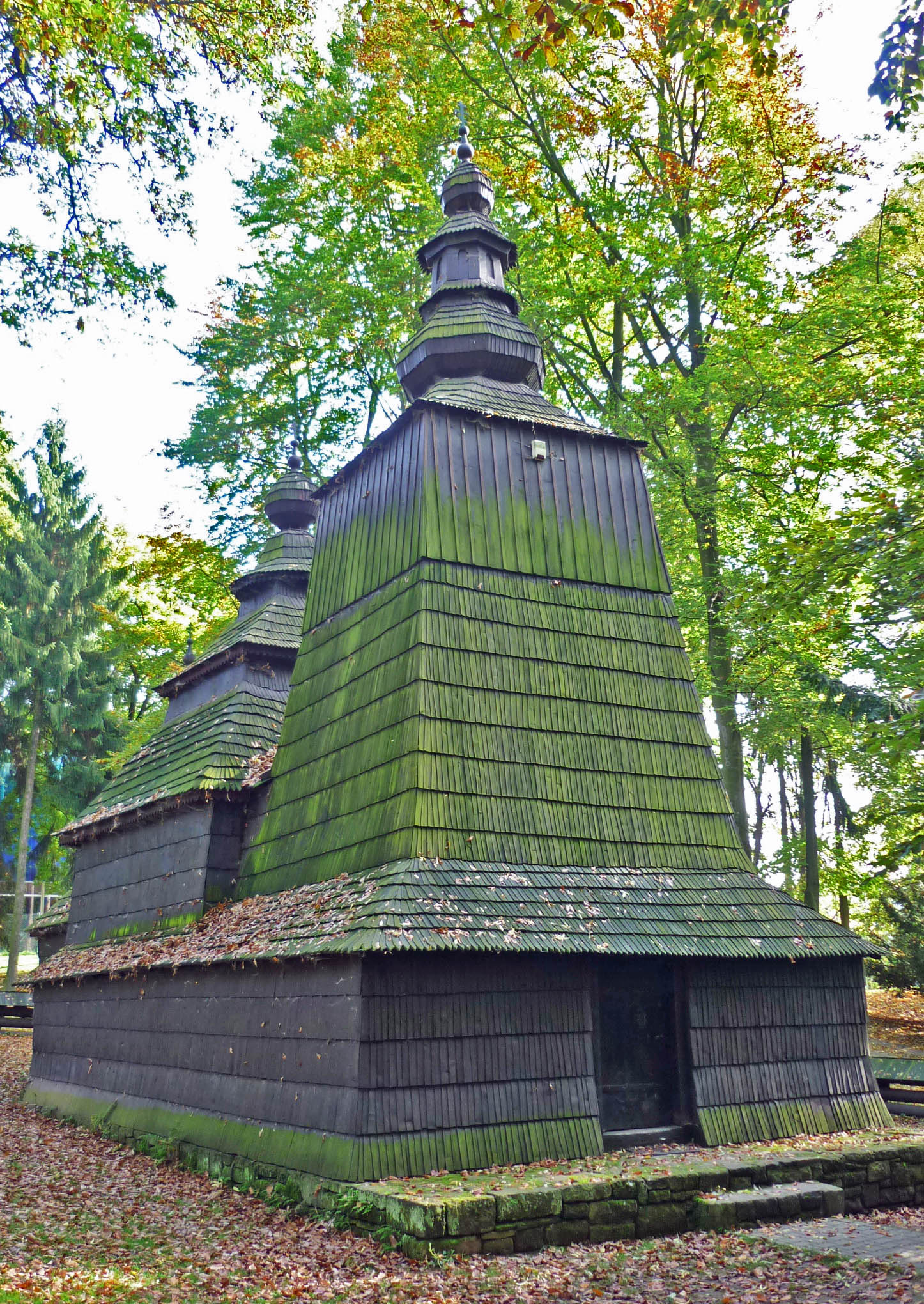
Cerkiew od frontu

Replika cerkwi św. Mikołaja we wsi Habura na Słowacji, wykonana w 2011

## Historia
Świątynia (początkowo prawosławna, pod wezwaniem św. Michała Archanioła) została zbudowana prawdopodobnie już na początku XVI w. (w latach 1502–1510) we wsi Habura (wschodnia Słowacja), a następnie (1740) przeniesiona do pobliskiej Małej Polany, gdzie w 1759 otrzymała wezwanie św. Mikołaja. Jako cerkiew greckokatolicka, funkcjonowała w tamtym miejscu do 1915, kiedy to w wyniku działań wojennych doznała poważnych uszkodzeń. W latach 1920–1921 świątynię wyremontowano.
W 1935 cerkiew została odkupiona od grekokatolików za 10 000 Kč przez burmistrza miasta Hradec Králové Jozefa Pilnáčka i następnie przewieziona na obecne miejsce. Od 28 października 1935 służy prawosławnej społeczności miasta.

## Architektura
Budowla w stylu łemkowskim (północno-zachodnim), drewniana, konstrukcji zrębowej, trójdzielna, kryta wyłącznie gontem. Od frontu wieża o zwężających się ścianach, z pozorną izbicą, zwieńczona kopulastym hełmem. Nad nawą łamana kopuła. Prezbiterium mniejsze od nawy, zamknięte prostokątnie, również z łamaną kopułą. Wokół wieży i nawy gontowy daszek. Wewnątrz znajduje się ikonostas. Ogrodzenie drewniane, z gontowym daszkiem.